# Карабашевська сільська рада
Караба́шевська сільська рада (рос. Карабашевский сельский совет) — муніципальне утворення у складі Ілішевського району Башкортостану, Росія. Адміністративний центр — село Карабашево.

## Населення
Населення — 1285 осіб (2019, 1421 у 2010, 1552 у 2002).

## Склад
До складу поселення входять такі населені пункти:
| Населений пункт       | Населення, осіб (2002) | Населення, осіб (2010) |
| --------------------- | ---------------------- | ---------------------- |
| Іштеряково, присілок  | 552                    | 492                    |
| Карабашево, село      | 680                    | 613                    |
| Новокуктово, присілок | 320                    | 316                    |